# Nosferatu (Helstar)
Nosferatu è il quarto album della band heavy metal statunitense Helstar. Le prime sei canzoni s'ispirano alla storia narrata nel romanzo Dracula di Bram Stoker. L'album risulta essere quello musicalmente più complesso nella discografia della band texana.

| Recensione        | Giudizio |
| ----------------- | -------- |
| Rock Hard tedesco | [ 2 ]    |

## Tracce
1. Rhapsody in Black – 0:58
2. Baptized in Blood – 4:25
3. To Sleep, per Chance to Scream – 4:37
4. Harker's Tale (Mass of Death) – 4:26
5. Perseverance and Desperation – 4:16
6. The Curse Has Passed Away – 5:08
7. Benediction – 5:57
8. Harsh Reality – 3:15
9. Swirling Madness – 4:04
10. Von am lebem desto drum – 1:58
11. Aieliaria and Everonn – 3:46

## Formazione
- James Rivera – voce
- Larry Barragan – chitarra
- André Corbin – chitarra, tastiera
- Jerry Abarca – basso, pianoforte, tastiera
- Frank Ferreira – batteria